# Szászveresmart
Szászveresmart (1899-ig Veresmart, románul Rotbav, németül Rothbach, szászul Roiderbrich) falu Romániában, Erdélyben, Brassó megyében.

## Fekvése
A Barcaságban, Brassótól 23 km-re északra, az Olt bal partján fekszik. Barcaföldvár községhez tartozik, a községközponttól 4 km-re északnyugatra van.

## Története
A település valószínűleg az 1241–42-es tatárjárás után keletkezett. Először 1337-ben említik Werizmorth néven. 1377-ben Nagy Lajos király Brassó vidékéhez csatolta. 1559-ben és 1600-ban tűz pusztította, 1603-ban Rácz György, Basta kapitánya, 1611-ben Radu Șerban dúlta fel.
A trianoni békeszerződésig Brassó vármegye Alvidéki járásához tartozott.

## Népessége
1910-ben 992, többségben román lakosa volt, jelentős német (szász) kisebbséggel.

## Látnivalók
- Ma evangélikus erődtemplomát 1250-ben kezdték el építeni. A 15. században erősítették meg és vették körül várfallal, a 19. században pedig erősen átépítették. Tornya és a hajó egy része 2016. február 19-én összeomlott.[4]